# Aimé Anthoni
Aimé Anthoni (Wilrijk, 10 april 1948) is een Belgisch acteur en schrijver. Hij is vooral bekend door zijn rol als Kabouter Klus, in de kinderserie Kabouter Plop. 

## Carrière
Anthoni vertolkt sinds de opening van Plopsaland De Panne zijn rol als Kabouter Klus uit de serie Kabouter Plop jaarlijks in de parken van pretparkengroep Plopsa. Hij treedt hedendaags nog steeds solo of met een medeacteur op in Plopsaland De Panne in het Proximus Theater, Plopsa Indoor Hasselt, Plopsa Indoor Coevorden en in het verleden in Plopsa Coo. In dat laatste wordt hij sinds enkele jaren vervangen door zijn spiegelacteur uit de Waalse versie van Kabouter Plop: Lutin Plop. Veel soloshows worden samen met Aimé Anthoni geschreven en geregisseerd door Chris Corens.

### Theater
| Titel                                             | Theater                                | Jaar      | Rol           |
| ------------------------------------------------- | -------------------------------------- | --------- | ------------- |
| Antigone                                          | Koninklijk Jeugdtheater                | 1993-1994 |               |
| Annie                                             | Koninklijk Jeugdtheater                | 1993-1994 |               |
| Het oneindige verhaal                             | Koninklijk Jeugdtheater                | 1993-1994 |               |
| Mirad, een jongen uit Bosnië                      | Koninklijk Jeugdtheater                | 1993-1994 |               |
| Suske en Wiske, de musical                        | Show Projects, Koninklijk Jeugdtheater | 1994-1995 | Tante Sidonie |
| Man van la Mancha                                 | Koninklijk Ballet van Vlaanderen       | 1994-1995 |               |
| De tovenaar van Ozstayen                          | Koninklijk Jeugdtheater                | 1995-1996 |               |
| De vrek                                           | Koninklijk Jeugdtheater                | 1995-1996 |               |
| Suske en Wiske, de musical                        | Koninklijk Jeugdtheater                | 1995-1996 | Tante Sidonie |
| Koning Lijsterbaard en het meisje dat prinses was | Koninklijk Jeugdtheater                | 1996-1997 |               |
| Toverwoud                                         | Koninklijk Jeugdtheater                | 1996-1997 |               |
| Fools                                             | Koninklijk Jeugdtheater                | 1996-1997 |               |
| De man van koekenbrood                            | Koninklijk Jeugdtheater                | 1997-1998 |               |
| Musical Sneeuwwitje                               | Studio 100                             | 1998      | Aimé          |
| Plopshow l                                        | Studio 100                             | 1998-1999 | Kabouter Klus |
| Plopshow ll                                       | Studio 100                             | 1999      | Kabouter Klus |
| Plopshow lll                                      | Studio 100                             | 2000      | Kabouter Klus |
| Lalala tour                                       | Studio 100                             | 2001-2002 | Kabouter Klus |
| Kabouter Plop en het Kabouterfeest                | Studio 100                             | 2002-2003 | Kabouter Klus |
| Kabouterkriebels                                  | Studio 100                             | 2003-2004 | Kabouter Klus |
| Kabouter Plop en de Tovernootjes                  | Studio 100                             | 2004-2005 | Kabouter Klus |
| Kabouter Plop en de Treitertrol                   | Studio 100                             | 2005-2006 | Kabouter Klus |
| Kabouter Plop en het Muizenmeisje                 | Studio 100                             | 2006-2007 | Kabouter Klus |
| Kabouter Plop en de Muziekkampioen                | Studio 100                             | 2008      | Kabouter Klus |
| Kabouter Plop en het bezoek van Pinki             | Studio 100                             | 2008-2009 | Kabouter Klus |
| Kabouter Plop en het circus                       | Studio 100                             | 2009-2010 | Kabouter Klus |
| Kabouter Plop gaat trouwen                        | Studio 100                             | 2010-2011 | Kabouter Klus |
| Kabouter Plop de Fopkampioen                      | Studio 100                             | 2011-2012 | Kabouter Klus |
| Kabouter Plop: Vakantie vol verrassingen          | Studio 100                             | 2012-2013 | Kabouter Klus |
| Kabouter Plop: Plop in de speelgoedwinkel         | Studio 100                             | 2013-2014 | Kabouter Klus |
| Kabouter Plop: Plop en het sprookjesboek          | Studio 100                             | 2014-2015 | Kabouter Klus |
| Kabouter Plop: Het Plop-up restaurant             | Studio 100                             | 2018      | Kabouter Klus |
| Kabouter Plop: Een nieuwe muts voor Plop          | Studio 100                             | 2022      | Kabouter Klus |
| Kabouter Plop: Plop en de knuffelbeer             | Studio 100                             | 2024      | Kabouter Klus |

### Filmografie
| Film                      | Jaar         | Rol           |
| ------------------------- | ------------ | ------------- |
| De loteling               | Film in 1973 | onbekend      |
| Jan zonder Vrees          | Film in 1984 | onbekend      |
| Het Spook van Monniksveer | Film in 1989 | voetbalfan    |
| De Kabouterschat          | Film in 1999 | Kabouter Klus |
| Plop in de Wolken         | Film in 2000 | Kabouter Klus |
| Plop en de Toverstaf      | Film in 2003 | Kabouter Klus |
| Plop en Kwispel           | Film in 2004 | Kabouter Klus |
| Plop en het Vioolavontuur | Film in 2005 | Kabouter Klus |
| Plop in de stad           | Film in 2006 | Kabouter Klus |
| Plop en de Pinguïn        | Film in 2007 | Kabouter Klus |
| Plop en de kabouterbaby   | Film in 2009 | Kabouter Klus |
| Plop wordt Kabouterkoning | Film in 2012 | Kabouter Klus |

### Televisieseries
| Serie              | Jaar         | Rol                              | Gastvertolking                      |
| ------------------ | ------------ | -------------------------------- | ----------------------------------- |
| Merlina            | 1984         | Evarist 2                        | in aflevering Het Teken van Merlina |
| Samson en Gert     | 1997         | De afgevaardigde van de minister | in aflevering Het Strand            |
| Lili en Marleen    | 1997         | Verbruggen                       | in aflevering Moderne kunst         |
| Samson en Gert     | 2000         | Robby van Shoppy                 | in aflevering De reclamespot        |
| Langs de Kade      | 1990         | onbekend                         | in aflevering De Rodeoman           |
| Alfa Papa Tango    | 1991         | onbekend                         | in aflevering 1/10                  |
| Meester!           | onbekend     | Verkoper                         | in aflevering Geef hier dat papier  |
| Heterdaad          | 1997         | Personeelchef                    | in aflevering 1.13                  |
| Kabouter Plop      | 1997 - heden | Kabouter Klus                    | n.v.t.                              |
| F.C. De Kampioenen | 1991         | Watermeteropnemer                | in aflevering De controleur         |
| F.C. De Kampioenen | 1999         | Karl Vermeire                    | in aflevering Werk aan de winkel    |
| Recht op Recht     | 2000         | Meester Volkaert                 | in aflevering Schedelinhoud         |
| Big & Betsy        | 2001         | Professor Brulée                 | in aflevering De kookwedstrijd      |
| Flikken            | 2002         | Stevens                          | in aflevering Roof                  |
| Hallo België!      | 2003         | Professor Spruyt                 | in aflevering Spacecake             |
| Mega Mindy         | 2006         | Juwelier Frans Glans             | in aflevering De snorrenbende       |
| Click-ID           | 2009         | Gerry                            | in aflevering 9                     |
| Ghost Rockers      | 2015         | Chris Vanderborgt                |                                     |

## Privé
Anthoni woont in Middelburg, is getrouwd met danseres Irma van Westen. Ze hebben samen twee kinderen.